# Il ministro
Il ministro è un film del 2016 diretto da Giorgio Amato.

## Trama
Franco Lucci è un imprenditore ridotto sul lastrico e in più il rapporto con la moglie Rita è difficile e gravemente compromesso. Per evitare il disastro definitivo della sua società, invita a cena l'onorevole Rolando Giardi, ministro conosciuto tempo prima, grazie al quale la sua società si potrebbe salvare vincendo una gara di appalto. Franco e il suo socio Michele (che peraltro è anche suo cognato) hanno organizzato una serata in cui hanno previsto di offrire al ministro una tangente, nonché di addolcirlo con una ragazza che vada a letto con lui.
La donna prescelta, però, viene investita da un'auto poco prima di recarsi alla cena e così viene sostituita da Zhen, studentessa cinese prossima alla laurea ed esperta in burlesque, che in determinati momenti sembra complicare la serata. Ma infine la stessa Zhen, Rita e la colf Esmeralda (la quale si presta per mantenere il posto di lavoro che le serve per poter avere la custodia dei figli contesi dall'ex marito) fanno trascorrere al ministro un'intensa nottata di sesso.
Al mattino Rita, che ha instaurato con Zhen un rapporto particolare, intima a Franco di andarsene da casa, poiché ne è lei la proprietaria e detiene — assieme al fratello Michele — la maggioranza della società: i favori e le concessioni del ministro saranno così goduti solo da lei. A questo punto succede l'irreparabile: il caposcorta del politico sale a cercarlo e lo trova morto in camera da letto. Arrivano quindi i carabinieri che trovano la valigetta piena di banconote e la droga; ma il magistrato decide di insabbiare tutto, facendo annunciare che la morte del ministro è avvenuta “per cause naturali”.
È una sconfitta per tutti: a Franco, Rita ed Esmeralda cade il mondo addosso. Mentre il magistrato si risolve a graziare Franco, il quale in teoria avrebbe dovuto essere denunciato per tentata corruzione e detenzione di sostanze stupefacenti, quest'ultimo (non sapendolo) si suicida gettandosi dalla terrazza.